# Paryphoconus angustipennis
Paryphoconus angustipennis är en tvåvingeart som beskrevs av Günther Enderlein 1912. Paryphoconus angustipennis ingår i släktet Paryphoconus och familjen svidknott. Inga underarter finns listade i Catalogue of Life.